# Исполкомская улица (Зеленогорск)
Исполко́мская у́лица — улица в городе Зеленогорске Курортного района Санкт-Петербурга. Проходит от проспекта Ленина и Приморского шоссе до Комендантской улицы.
Изначально, с 1920-х годов, называлась Esikunnankatu, что с финского языка можно перевести как Штабная улица. Этот топоним связан с тем, что в доме 6 (см. также ниже) находился штаб пограничной заставы, позднее Офицерское собрание, а ещё позднее — народное правительство Финляндской демократической республики.
Исполкомской улица стала после войны. Новое наименование дано по исполкому Зеленогорского городского совета, располагавшегося в доме 5. Сейчас там сидит МО «Город Зеленогорск».
Нумерация начинается от перекрестка с Фабричной улицей. Более того, непронумерованный участок Исполкомской улицы из-за своей геометрии фактически продолжает не Исполкомскую, а Фабричную улицу.

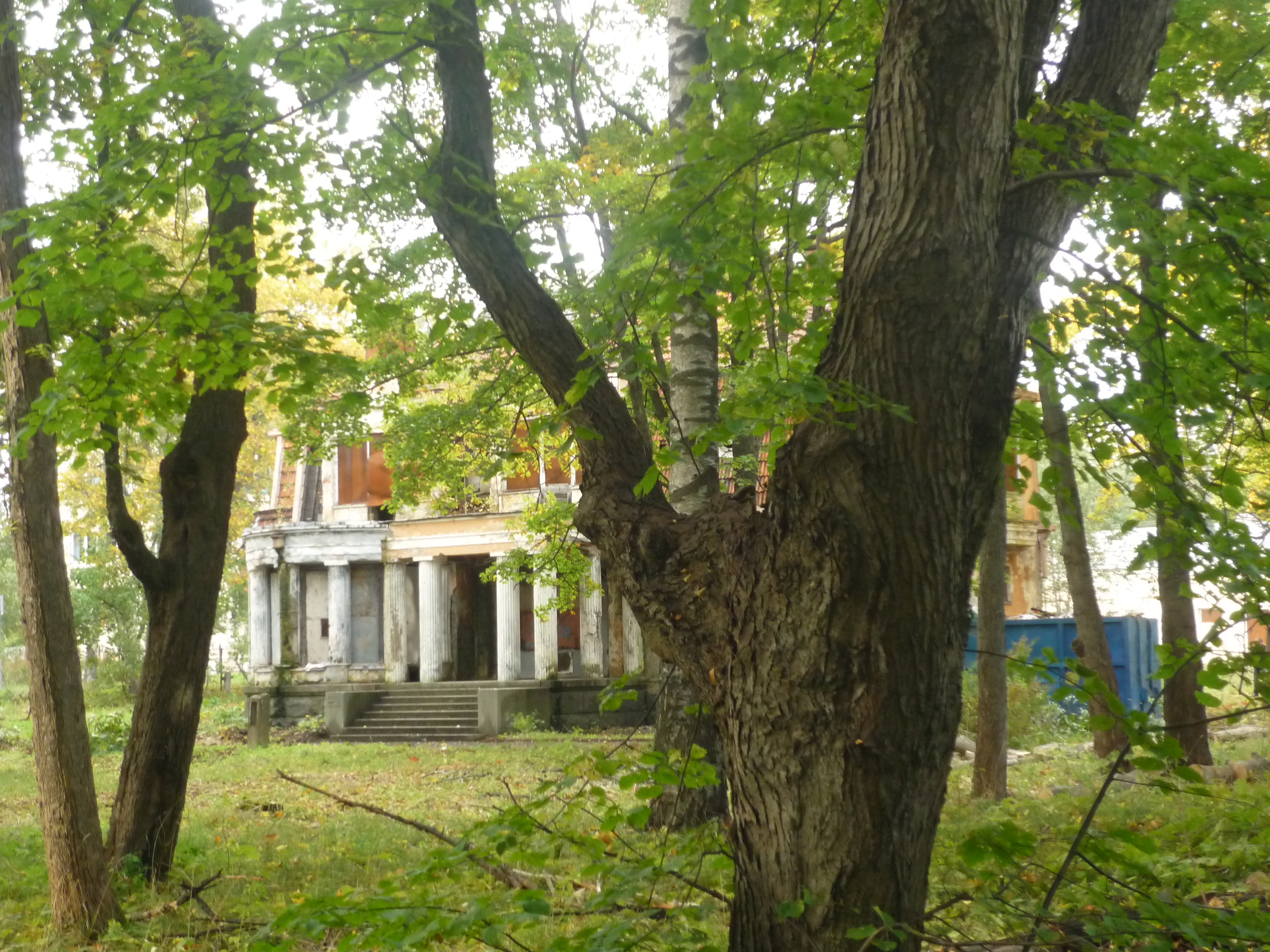
Особняк И. И. Новикова, начало XX в.

Особняк И. И. Новикова ( 7810288000) по адресу Исполкомская ул., 6, вместе с парком вокруг неё является объектом культурного наследия федерального значения «Дача» (дача Новикова). Она была построена в начале XX века. В состав памятника входят жилой дом, служебный корпус, ледник, оранжерея, парк, беседка с гранитным бассейном, чугунные ворота. В 2013 году началось восстановления дачи под жилой дом, работы завершились летом 2021.

## Перекрёстки
- Проспект Ленина / Приморское шоссе
- Фабричная улица
- Комендантская улица